# Open (sport)
Open ("aperto") è un termine in lingua inglese con cui, nella terminologia sportiva, si indica una competizione a cui può partecipare qualunque atleta al di fuori di ogni categorizzazione relativa all'età, al sesso o alla nazionalità.
In alcuni sport esistono raggruppamenti prestabiliti a cui sono dedicate specifiche edizioni di una data competizione o, all'interno di una stessa, sono previste specifiche classifiche di categoria. Di norma la suddivisione avviene in base al sesso, all'età o alla nazionalità degli atleti o, nel caso in cui esista, in base allo status di "professionista" o "dilettante".
Esempi di competizioni open sono alcuni campionati a carattere nazionale aperti però alla partecipazione di atleti stranieri.
Oppure, come nel caso del tennis a partire dal 1968, con open si sono iniziati ad indicare tornei aperti ad atleti professionisti dove prima era consentita solo la partecipazione ai dilettanti.
In altri casi la competizione open è il massimo livello possibile, quello a cui partecipa qualunque atleta indipendentemente dalla sua appartenenza a categorie previste dalle norme della federazione sportiva di riferimento. Nel bridge, ad esempio, esiste un campionato mondiale dedicato alle donne, uno dedicato ai giocatori senior (che hanno compiuto 60 anni), mentre il campionato open, a cui può partecipare virtualmente chiunque, è il massimo torneo ed è però, nella pratica, ad appannaggio dei giocatori più forti al mondo.